# Susan Flannery
Pour les articles homonymes, voir Flannery.
Susan Flannery est une actrice américaine née le 31 juillet 1939 à Jersey City (New Jersey),.

## Filmographie

### Cinéma
- 1964 : Le Californien (Guns of Diablo) : Molly
- 1967 : La Gnome-mobile (The Gnome-Mobile) : Une hôtesse de l'air
- 1974 : La Tour infernale (The Towering Inferno) : Lorrie
- 1976 : Chewing gum rallye : Alice - Porsche Team

### Télévision

#### Téléfilms
- 1979 : Women in White : Dr. Rebecca Dalton
- 1979 : Anatomy of a Seduction : Maggie Kane
- 1982 : Money on the Side : Karen Gordon

#### Séries télévisées
- 1963 : L'Homme à la Rolls (Burke's Law) : la secrétaire de Lilly
- 1964 : Slattery's People : Nancy Rossman
- 1964-1965 : Voyage au fond des mers (Voyage to the Bottom of the Sea) : Katie / la sœur
- 1965 : Les Aventuriers du Far West (Death Valley Days) : Jenny Hardy
- 1965 : Ben Casey : Elinor Calbot / Une psychologue
- 1966 : Au cœur du temps (The Time Tunnel - Pearl Harbor)  : Louise Neal
- 1966 : Brigade criminelle (Felony Squad) : une hôtesse
- 1966-1975 : Des jours et des vies (Days of our Lives) : Dr Laura Spencer Horton
- 1967 : Le Frelon vert (The Green Hornet) : Janet Prescott
- 1973 : Mannix : Martha
- 1973 : Love thy Neighbour : Trish
- 1976 : Angoisse (Thriller) : Anna Cartell
- 1976 : Les Hommes d'argent (Arthur's Hailey's the Moneychangers) : Margot Bracken
- 1981 : Dallas : Leslie Stewart
- 1987-2012 : Amour, Gloire et Beauté (The Bold and the Beautiful) : Stephanie Forrester
- 2004 : La Star de la famille (Hope & Faith) : Laura Levisetti